# Gods & Heroes: Rome Rising
Gods & Heroes: Rome Rising je MMORPG igra, razvijena od strane Perpetual Entertainment. Sony Online Entertainment će biti distributer igre za Sjevernu Ameriku i nije sudjelovao u samom razvoju igre. Radnja igre je smještena u mitski svijet Antičkog Rima. Datum izlaska igre još nije službeno potvrđen, izlazak se očekuje krajem ljeta ili početkom jeseni 2007. Originalno je igra trebala biti puštena u prodaju krajem 2005. ali je odgođena za 2007. godinu. Igra je bila u fazi beta testiranja od listopada 2006. godine. 11. listopada 2007. Perpetual Entertainment objavljuje vijest da se izlazak igre otkazuje do daljnjega. 

## Klase
Klase koje su trebale biti dostupne u igri:
- Scout
- Priest
- Gladiator
- Nomad
- Soldier
- Mystic

## Kraj i povratak Gods & Heroesa
11. listopada 2007. na stranicama Perpetual Entertainmenta objavljena je vijest da se izlazak igre Gods & Heroes: Rome Rising otkazuje do daljnjega. Razlog otkazivanja je loša financijska situacija Perpetual Entertainmenta.
22. veljače 2010. objavljeno je vijest da je Heatwave Interactive otkupio prava na otkazani MMO Gods & Heroes: Rome Rising kojeg namjerava dovršiti.

## Vanjske poveznice
- Službena stranica igre
- IGN Preview igre  Arhivirana inačica izvorne stranice od 16. srpnja 2007. (Wayback Machine)